# Karolina Zagajewska
Karolina Monika Zagajewska (ur. 5 kwietnia 1993) – polska lekkoatletka specjalizująca się w biegach sprinterskich.

## Kariera sportowa
Zdobyła srebrny medal w sztafecie 4 × 100 metrów (która biegła w składzie: Kamila Ciba, Agata Forkasiewicz, Małgorzata Kołdej i Zagajewska) na uniwersjadzie w 2017 w Tajpej, a w biegu na 100 metrów odpadła w półfinale.
Była mistrzynią Polski w sztafecie 4 × 100 metrów w 2018 oraz brązową medalistką w biegu na 100 metrów i w sztafecie 4 × 100 metrów w 2017.
Srebrna medalistka halowych mistrzostw Polski w biegu na 200 metrów w 2017 oraz brązowa medalistka w tej konkurencji w 2016. Brązowa medalistka młodzieżowych mistrzostw Polski w 2014 w biegach na 100 i na 200 metrów.
Zakończyła karierę w 2018.

## Rekordy życiowe
- bieg na 100 metrów (stadion) – 11,41 s (26 maja 2017, Łódź)
- bieg na 200 metrów (stadion) – 23,45 s (21 maja 2017, Łódź)
- bieg na 60 metrów (hala) – 7,37 s (10 lutego 2017, Toruń)
- bieg na 200 metrów (hala) – 23,60 s (19 lutego 2017, Toruń)[1][2]